# Chino

Chino (茅野市 Chino-shi?) este un municipiu din Japonia, prefectura Nagano.